# چهردادنسک
چِهردادنَسک بخشی از اوستا است که از بین رفته و تنها خلاصه‌ای از آن در کتاب هشتم بخش ۱۳ دینکرد باقی مانده‌است.
در این خلاصه اشاره شده که موضوع چهردادنسک، تاریخ بشر از آغاز تا پیامبر شدن زرتشت بوده‌است و این‌که چهردادنسک منبع مهمی برای آثار بعدی مانند شاهنامه فردوسی بوده‌است.

## جزئیات
در زبان اوستایی «چیثره‌داته» (Cithradata)، در پهلوی: «چیتردات» (نسک) (Cihr dat) یا (citr) یا: «جیراشت» (jirast) و به گفتهٔ مسعودی (سدهٔ چهارم): «چیرشت» (jirast)، و در پارسی: «چهرداد» (نسک» است.
بخش نخست واژه از ریشهٔ اوستایی: چیثر (cithra) به معنی تخمه و نژاد (چهر).
و بخش دوم: داتا (data) به معنی قانون یا آفرینش (داد) است؛ و روی هم: آفرینش نژادها یا آگاهی‌های نژادی (نژادنامه ـ تبارنامه) معنی می‌دهد.
چهرداد نسک اوستایی، دارای ۲۲ بخش و دوازدهمین نسک از نسک‌های بیست و یک‌گانهٔ اوستای باستانی بوده‌است.
در متن پهلوی «شایست نشایست» نیز، از چهردادنسک یاد شده‌است (پیرامون مشورت با نیکان)
یکی این که امور را به همپرسی مشاورت با نیکان باید کرد و اندازه مثل آن نیز در «چهرداد» (نسک) پیدا است که سپندارمذ، به منوچهر گفت که در چهردادنامه از نژادها و نسب نامه‌ها و چگونگی فرمانروایی‌های ایرانی به ویژه پیشدادیان و کیانیان و زایش و سرگذاشت پیامبر ایرانی (اشوزرتشت اسپیتیمان) سخن رفته بود …
چهردادنامه دربرگیرندهٔ نژادهای مردمان از کیومرث (نخستین مردم)، چگونگی آفرینش مشی و مشیانه، گسترش و پراکندگی گونه‌های مردمان در هفت کشور زمین (هفت اقلیم) و آیین‌های گوناگون نژادها تا هنگامهٔ زایش زرتشت بوده‌است؛ و برابر با آگاهی‌هایی که از گفتارهای چهردادنامه در دست است، این دفتر گمشده، از باستانی‌ترین گام‌های تاریخ‌نویسی و از ریشه‌های آیین‌نامه‌ها، تاج‌نامه‌ها و شاهنامه‌های ایران باستان به‌شمار می‌رود
در چهردادنسک تبارنامهٔ هوشنگ فرقی با بندهشن داشت، چه بنابر آنچه در چهرداد نسک آمده بود هوشنگ نوادهٔ کیومرث و از فرزندان سه گانهٔ مشیگ بود و از دو فرزند دیگر یکی ویگرد و دیگری تاز نام داشت، اما در بندهشن میان هوشنگ و کیومرث سه نسل فاصله است.